# Горіле болото (Мальованка)
Горіле болото — ботанічний заказник місцевого значення. Розташований на території лісового масиву агроцеху "Україна" в 2,4 км від с. Конотоп, Шепетівського заводу культиваторів (кв. 7 Шепетівського районного лісокомунального підприємства, ур. Півневе). Була оголошена рішенням Хмельницького Облвиконкому № 7 від 25.10.1992 року.

## Опис
Площа — 54 га.
Типове подільське низинне болото з різноманітною флорою і фауною та мішаний ліс навколо нього. Болото живить річку Смілка - притоку річки Случ.
В заболоченій частині заказника переважають рослинні угруповання з переважанням очерету, осоки, верби попелястої. Трапляється рідкісна орхідея, занесена до Червоної книги України - зозульки плямисті. 

## Скасування
Рішенням Хмельницького Облвиконкому № 21 від 11.05.1999 року пам'ятка була скасована.
Скасування статусу відбулось по причині включення до складу регіонального ландшафтного парку «Мальованка».